# Agetocera sokolovi
Agetocera sokolovi es un coleóptero de la familia Chrysomelidae.
Fue descrita científicamente por primera vez en 1981 por Medvedev.